# Morušovníkovité
Morušovníkovité (Moraceae) je čeleď vyšších dvouděložných rostlin z řádu růžotvaré (Rosales), zahrnující přes 1100 druhů ve 40 rodech. Čeleď je celosvětově rozšířena, nejvíce zástupců je v tropech. Morušovníkovité jsou byliny i dřeviny, mají jednoduché střídavé listy, nenápadné květy a často velká a nápadná plodenství. Při poranění roní bílou latexovou šťávu. Některé se řadí mezi staré kulturní rostliny, řada z nich má využití jako potraviny nebo technické rostliny.

## Charakteristika
Morušovníkovité jsou jednodomé nebo dvoudomé stromy, keře, liány nebo i byliny.

### Lodyha a listy
Větve některých dřevitých zástupců (Maclura, Poulsenia armata) jsou otrněné. Přibližně polovina všech druhů rodu fíkovník (Ficus) jsou hemiepifyty. Ve všech parenchymatických tkáních jsou přítomny mléčnice, produkující bílou nebo hnědavou mléčnou šťávu. Listy jsou jednoduché, střídavé nebo vzácně vstřícné (Bagassa). Palisty jsou většinou přítomny, mohou být drobné nebo zvětšené, zanechávající po opadu na větévce charakteristickou kruhovitou jizvu. Čepel listů je celokrajná nebo zubatá, s dlanitou nebo zpeřenou žilnatinou, nezřídka se srdčitou nebo asymetrickou bází.
Pro většinu rodů je charakteristickým vegetativním znakem koncový pupen, který je kónický a obalený palisty. Dalším často přítomným znakem je silně brochidodromní žilnatina, jejíž nejspodnější žilka svírá se střední žilkou jiný úhel než zbylé žilky.
Hemiepifyty rodu fíkovník (Ficus) klíčí na hlavních větvích nebo kmenech stromů. Mladá rostlina spustí vzdušný kořen a po jeho zakořenění v zemi se začne rozrůstat. Další vzdušné kořeny oplétají hostitelský strom nebo se spouštějí k zemi. Některé druhy těchto fíkusů, tzv. škrtiče, opletou kmen hostitelského stromu spletí mohutnějících a dřevnatějících kořenů a postupně jej v korunním patře přerostou a zadusí. Stává se, že kmen hostitelského stromu postupně vyhnije a zůstává dutá spleť tlustých vzájemně prorostlých kmenů škrtiče, která již nepotřebuje oporu.

### Květy a plody

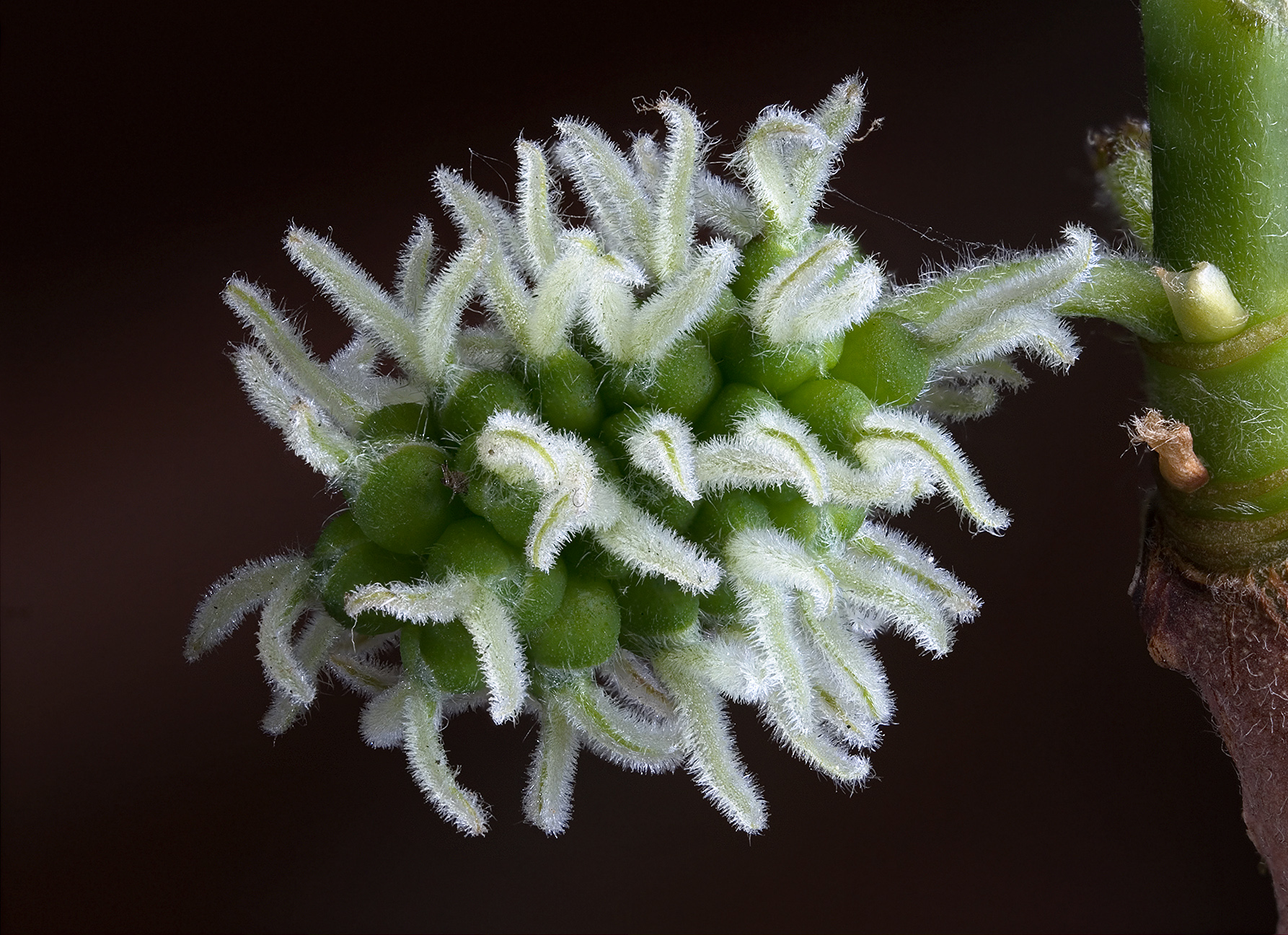
Samičí květenství morušovníku černého (Morus nigra)

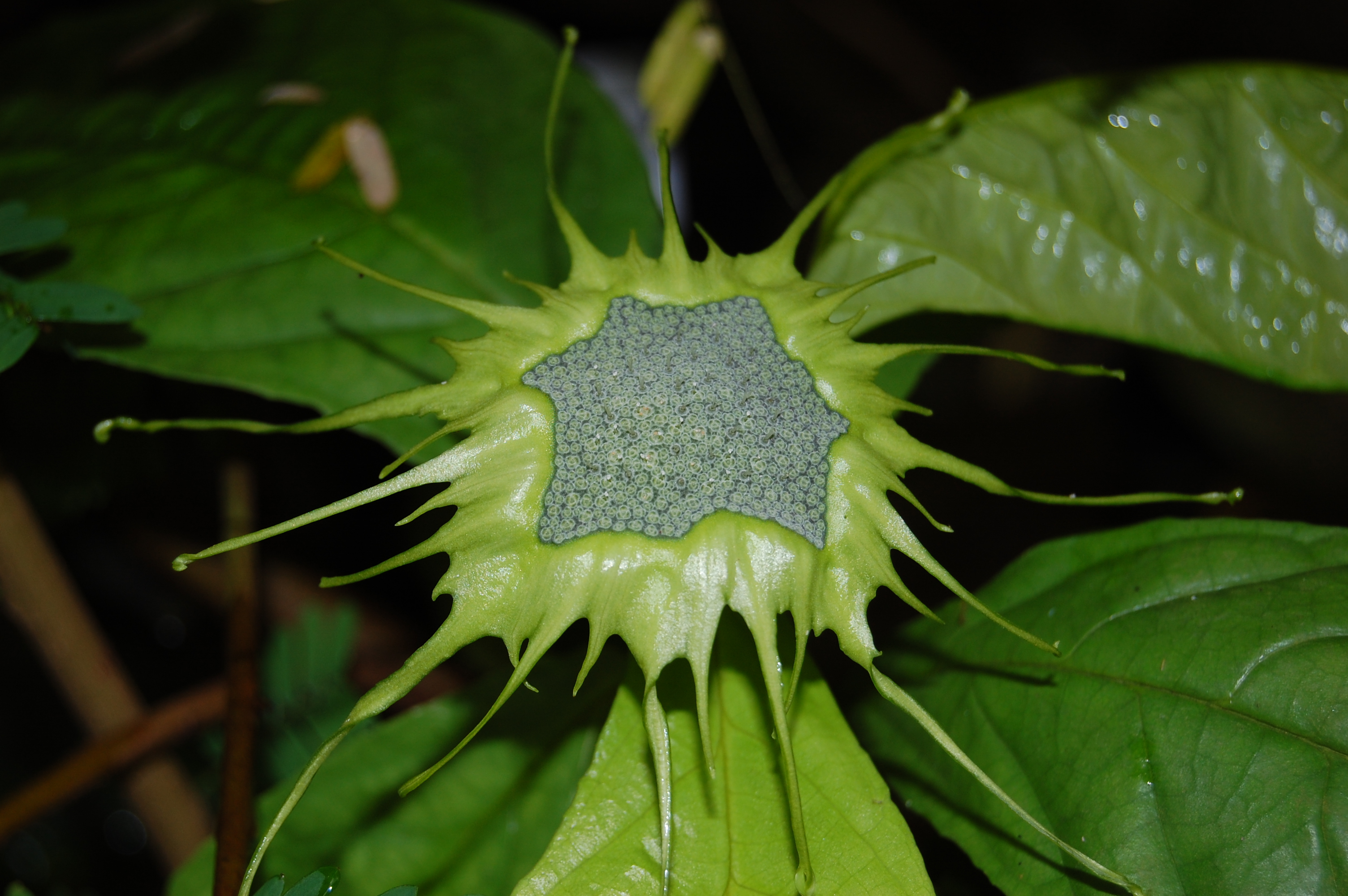
Květenství Dorstenia turnerifolia

Květy jsou jednopohlavné, pravidelné a nenápadné, většinou nahloučené ve stažených úžlabních květenstvích. Osa květenství je často zdužnatělá nebo různě modifikovaná, tvořící masité receptákulum apod. Okvětí je nerozlišené, v počtu nejčastěji 4 nebo 5 plátků anebo chybějící, volné nebo srostlé, často dužnatějící a srůstající s plody. Tyčinek je 1 až 5 a jsou volné. Semeník je svrchní, polospodní nebo spodní, srostlý ze 2 plodolistů (někdy je jeden redukovaný), obvykle s jednou komůrkou a apikální placentací. V každém plodolistu je jediné vajíčko. Plodem je peckovice, suchá peckovice nebo nažka. Peckovice chlebovníku (Artocarpus) a morušovníku (Morus) i dalších rodů srůstají společně s dužnatějícím okvětím v mnohačetná plodenství. Podobným způsobem srůstají i nažky maklury (Maclura). Osa květenství (receptákulum) u Dorstenia je dužnatá a zploštělá. U fíkovníků jsou květy ukryty v dutině dužnatého útvaru nazývaného sykonium.

### Způsoby opylení a šíření semen
Opylení probíhá u většiny rodů větrem. Tyto rody mají často specializované tyčinky, podobné tyčinkám kopřivovitých, které při dozrání vystřelují pyl do prostoru. Květy fíkovníku (Ficus) jsou opylovány specializovanými vosami z čeledi Agaonidae. Vazba je velmi těsná, v principu má každý druh fíkovníku svůj druh opylovače, tzv. fíkové vosičky. Dospělé vosy pronikají do sykonia a kladou vajíčka do semeníků samičích květů. Dozrání samčích květů probíhá o mnoho později, v době, kdy se ze semeníků vylíhnou dospělé vosy a páří se. Okřídlené samičky obtěžkané pylem poté opustí sykonium a při kladení vajíček do jiných sykonií se dostává pyl na blizny. Po vylíhnutí vosiček sykonium dozraje a stává se atraktivním pro zvířata roznášející semena.
Většina morušovníkovitých má dužnatá plodenství nebo plody, vyhledávané ptáky, netopýry a opicemi, roznášejícími semena trusem. Semena Dorstenia jsou z plochého plodenství vystřelována.

## Taxonomie
V minulosti byla čeleď morušovníkovité řazena v převážné většině systémů do řádu kopřivotvaré (Urticales).
V systému APG byla většina čeledí bývalého řádu kopřivotvaré vřazena do řádu růžotvaré (Rosales). Podle kladogramů je sesterskou skupinou morušovníkovitých čeleď kopřivovité (Urticaceae).
Podle posledních taxonomických výzkumů byla dříve rozlišovaná podčeleď Maclureae shledána součástí podčeledi Moreae.
Čeleď je členěna na 5 podčeledí:
- Artocarpeae: 60 druhů v 7 rodech, jednodomé nebo dvoudomé dřeviny s jednopohlavnými a různě modifikovanými květenstvími nejrůznějších typů, centrum diversity je v jihovýchodní Asii, zastoupeny jsou i v Africe (Treculia). (Rody: Artocarpus, Batocarpus, Clarisia, Hullettia, Parartocarpus, Prainea, Treculia).
- Moreae: 67 druhů v 8 rodech, převážně dvoudomé dřeviny, květenství jsou převážně jednoduché hrozny, klasy nebo kulovité hlávky, centrum diversity je v asijsko-australské oblasti. (Rody: Bagassa, Bleekrodea, Broussonetia, Fatoua, Maclura, Milicia, Morus, Sorocea, Streblus, Trophis).
- Dorstenieae: 145 druhů ve 13 rodech, byliny (Dorstenia) nebo dřeviny (zbylé rody) s oboupohlavnými diskovitými nebo kulovitými květenstvími se samičími květy často zarostlými v masitém receptákulu a podepřených listeny, centra diversity jsou v Africe a tropické Americe. (Rody: Brosimum, Bosqueiopsis, Dorstenia, Helianthostylis, Scyphosyce, Trilepsium, Trymattococcus, Utsetela a další).
- Ficeae: asi 800 druhů v jediném rodu Ficus, jednodomé nebo dvoudomé dřeviny se specializovaným květenstvím zvaným sykonium, centrum diversity je v asijsko-australské oblasti.
- Castilleae: 62 druhů v 11 rodech, jednodomé nebo dvoudomé dřeviny s jednopohlavnými číškovitými nebo diskovitými květenstvími podepřenými listeny, vyskytují se především v tropické Americe a zastoupeny jsou i v Africe. (Rody: Antiaris, Antiaropsis, Castilla, Helicostylis, Maquira, Mesogyne, Naucleopsis, Perebea, Poulsenia, Pseudolmedia, Sparattosyce).[1][5][6]

## Rozšíření
Čeleď zahrnuje přes 1100 druhů ve 40 rodech. Centrum rozšíření je v tropech celého světa, některé rody (morušovník – Morus, papírovník – Broussonetia, fíkovník – Ficus) přesahují do v Asii a Americe do mírného pásu.
Většina zástupců (asi 800) náleží do rodu fíkovník (Ficus).
Dalším velkým rodem je Dorstenia (110 druhů) a chlebovník (Artocarpus, 50 druhů).
Morušovníkovité, především rod fíkovník, tvoří důležitou součást tropických nížinných deštných lesů.

### Evropská květena
Žádný zástupce morušovníkovitých není v Evropě původní. Fíkovník smokvoň je jako stará kulturní rostlina rozšířen v celé jižní Evropě. Zplaňují i různé pěstované druhy morušovníků, např. asijské druhy morušovník bílý (Morus alba) a morušovník černý (Morus nigra) a severoamerický morušovník červený (Morus rubra).

## Zástupci
- ančar (Antiaris)
- dorstenie (Dorstenia)
- fíkovník (Ficus)
- chlebovník (Artocarpus)
- kastila (Castilla)
- makira (Maquira)
- maklura (Maclura)
- mlékovec (Brosimum)
- morušovník (Morus)
- papírovník (Broussonetia)
- streblus (Streblus)[7]

## Význam

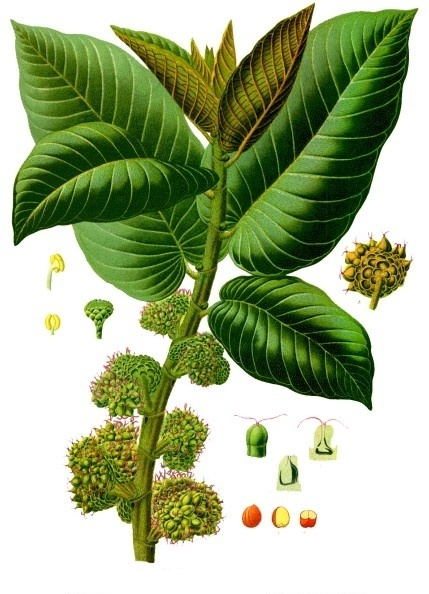
Kastila kaučuková (Castilla elastica)

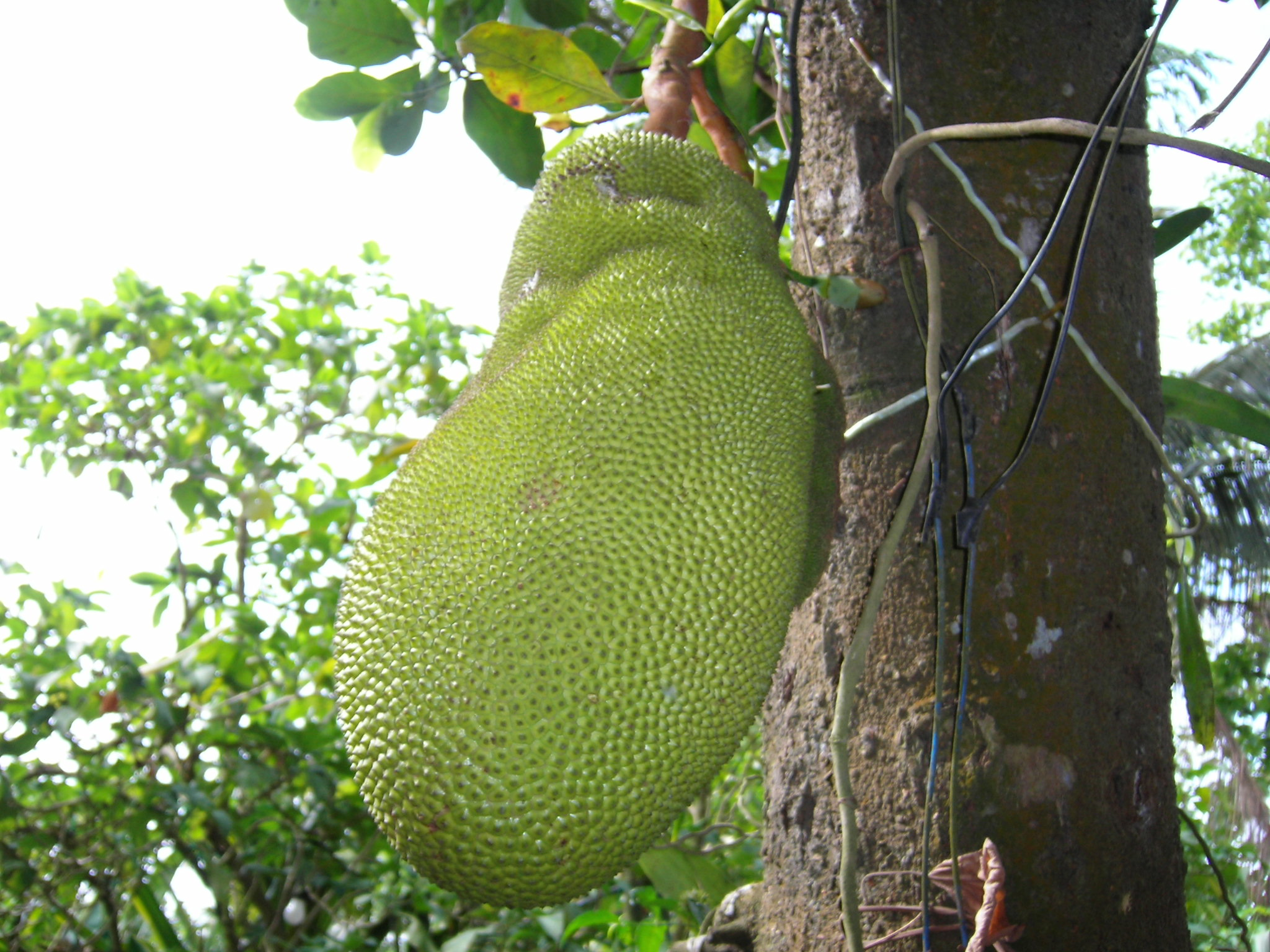
Plod chlebovníku Artocarpus heterophyllus

### Technické rostliny
Některé stromy rodu Brosimum, např. Brosimum guianense a Brosimum rubescens v tropické Americe, poskytují dřevo využívané na stavby a nástroje.
Jihoameričtí indiáni kmene Piaroa používají kůru Brosimum utile k výrobě pásů na nošení břemen a ceremoniální výstroje. Vnitřní kůra mladých stromků je používána na tětivy.
Dřevo afrického druhu Antiaris africana je obchodováno pod jménem „Ako“, dřevo Chlorophora excelsa pod jménem „Iroko“.
Různé druhy amerického rodu kastila, především kastila pryžodárná a Castilla ulei, sloužily již původním kmenům Aztéků a Olméků jako zdroj přírodního kaučuku. Ještě ve 40. letech 20. století poskytovaly tisíce tun surového kaučuku, který byl získáván především z planě rostoucích stromů, neboť mezi stromy na plantážích se rychle šířily infekce způsobované hlubokým nařezáváním kmenů při těžbě kaučuku.
Dříve byl k produkci tzv. ásámského latexu využíván i fíkovník pryžodárný (Ficus elastica), který je dnes známou pokojovou rostlinou.
Lýko papírovníku čínského (Broussonetia papyrifera) je v Číně a Japonsku již od dávných dob používáno k výrobě velmi jemného, ale pevného papíru a tkanin.
Latex stromu Antiaris toxicaria, známého jako „uapasový strom“, obsahuje prudce jedovaté glykosidy antiarin a antiosidin, poškozující srdeční svalovinu. Latex i v malé dávce způsobuje smrt zvířat i lidí. Domorodci v jihovýchodní Asii jej používají jako šípový jed.

### Potraviny
Různé druhy asijského rodu chlebovník (Artocarpus) poskytují masivní plody s velkou nutriční hodnotou, které obsahují okolo 25 % sacharidů.
Jako tropické ovoce je nejčastěji pěstován bredfrut (Artocarpus altilis), džekfrut (A. heterophyllus) a čempedek (A. champeden).
Jedlé jsou též plody rodu Brosimum z tropické Ameriky. Využíván je např. druh Brosimum alicastrum, známý pod názvem "ramón". Latex z kmene Brosimum galactodendron je ve Venezuele používán k výrobě žvýkací gumy. Povařením se vyloučí voskovitá hmota, která je surovinou k výrobě svíček. Vosk je získáván i z latexu asijského fíkovníku Ficus ceriflua.
Známé fíky pocházejí z druhu fíkovník smokvoň (Ficus carica). Rostlina je původní v Přední Asii a byla pěstována již 3000 let př. n. l. Opylování probíhá prostřednictvím jediného druhu tzv. fíkové vosičky, stehnatky fíkové (Blastophaga psenes). Jedlé plody lokálního významu poskytuje i mnoho dalších druhů fíkovníků, např. Ficus capensis z Jižní Afriky, F. glomerata z Indie a Pákistánu, F. pumila z Japonska a Číny, F. dulciaria z Kolumbie, F. velutina z Venezuely i africký F. sycomorus.
Plodenství různých druhů rodu morušovník (Morus) jsou používána jako drobné stolní ovoce, k zavařování a výrobě nápojů.
Morušovník bílý (Morus alba), pocházející z Číny a Koreje, byl v Čechách pěstován již od r. 1627 jako krmivo bource morušového. V dnešní době je pěstován pro okrasu, používá se též do živých plotů a větrolamů. Plody jsou místy oblíbeným ovocem. Na jižní Moravě je pro ovoce místy pěstován také morušovník černý (Morus nigra), pocházející pravděpodobně z Íránu.
Jedlé plody poskytují i tropické druhy Morus cathayana, pěstovaný v jihovýchodní Asii, a taktéž asijský Morus laevigata.

### Okrasné rostliny

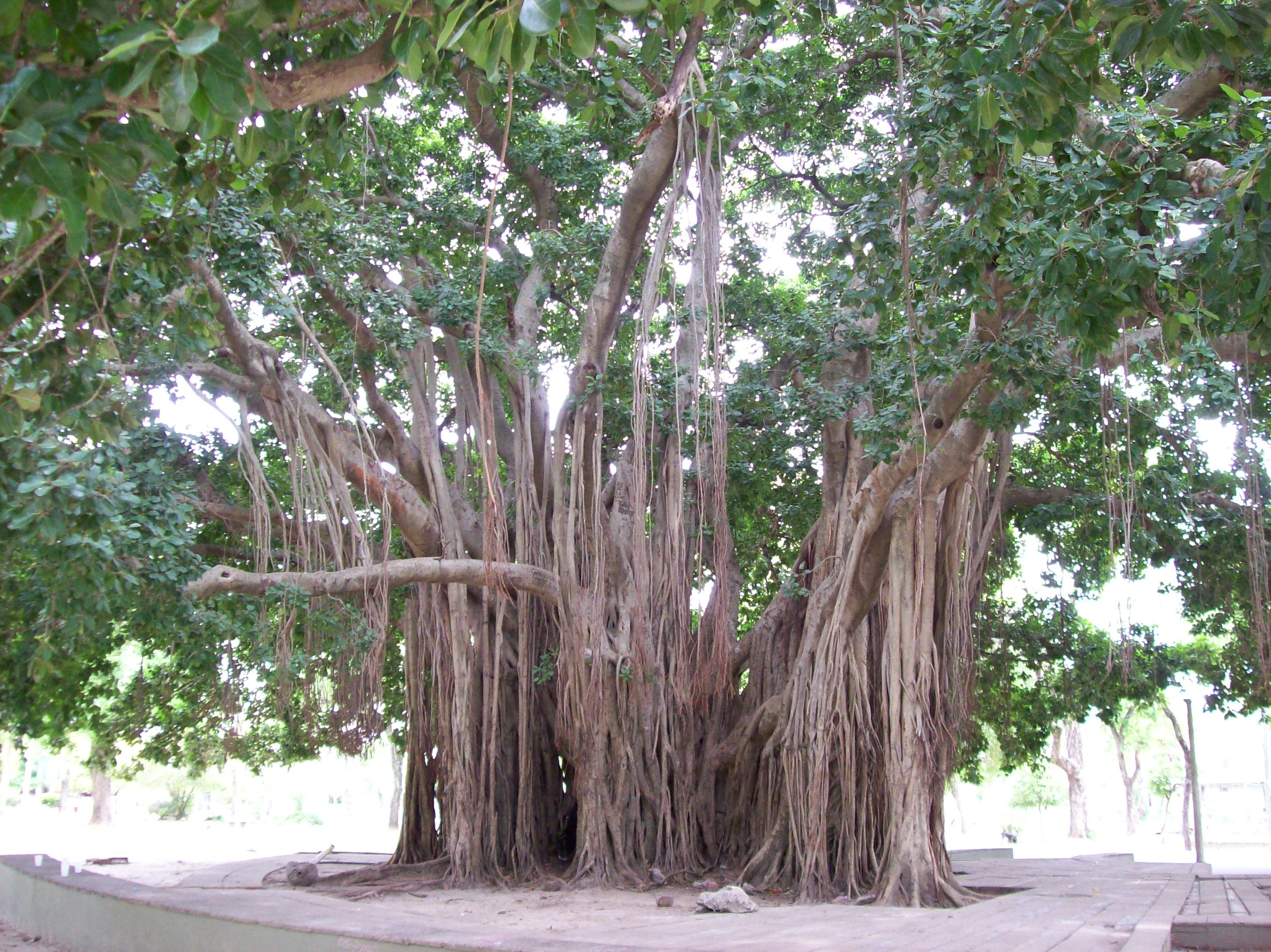
Fíkovník banyán (Ficus benghalensis)

Některé druhy fíkovník jsou pro svůj bizarní vzhled v tropech oblíbenými ozdobnými stromy. Fíkovník banyán (Ficus benghalensis) je proslulý vytvářením množství mohutných opěrných sloupovitých kořenů, spouštějících se postupně z horizontálních větví. Tuto vlastnost má i fíkovník pryžodárný (Ficus elastica) a F. retusa. Fíkovník posvátný (Ficus religiosa) je pěstován u buddhistických chrámů v celé jihovýchodní Asii. Podle pověsti pod tímto stromem Buddha dosáhl osvícení.
V nejteplejších oblastech ČR jsou mimo morušovníků zřídka pěstovány i některé další teplomilné druhy: fíkovník smokvoň (Ficus carica), maklura oranžová (Maclura pomifera) a papírovník čínský (Broussonetia papyrifera).
Četné druhy fíkovníků jsou pěstovány jako pokojové rostliny. Nejčastěji se lze setkat s druhy fíkovník drobnolistý (Ficus benjamina), fíkovník pryžodárný (Ficus elastica), fíkovník lyrový (Ficus lyrata) a s dlouholistým Ficus binnendijkii. Jako pokojové bonsaje jsou pěstovány především fíkovníky Ficus benjamina, Ficus microcarpa a Ficus ginseng, jako drobná plazivá a půdopokryvná rostlina fíkovník Ficus pumila.
Jako sukulent je pěstován druh Dorstenia foetida, pocházející z tropické Afriky a nápadný bizarními květenstvími.

### Lékařství a léčitelství
V čínské medicíně je využíván morušovník bílý (Morus alba). Kůra kořene se užívá při zvracení krve, záduše, otocích, poruchách močení a hypertensi, list při léčení horečky a chřipky, při bolestech hlavy, otocích nohou a zánětech očí.
Indický fíkovník banyán (Ficus benghalensis) je v místech svého výskytu používán oficiální i lidovou medicínou při léčení cukrovky.
Mezi omamné drogy náleží statný strom Maquira sclerophylla z tropických deštných lesů v centrální Amazonii. Prášek ze suchých plodů inhalují domorodci jako narkotikum. Obsahové látky nejsou známy.

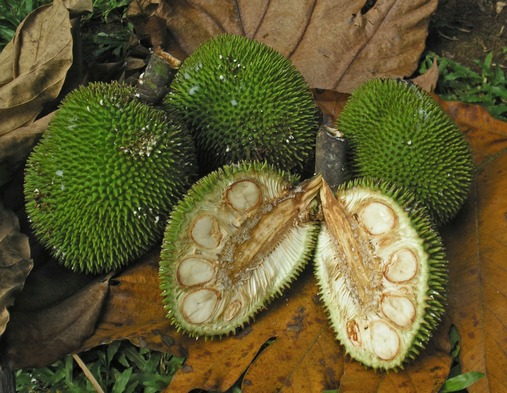
Plody chlebovníku Artocarpus altilis
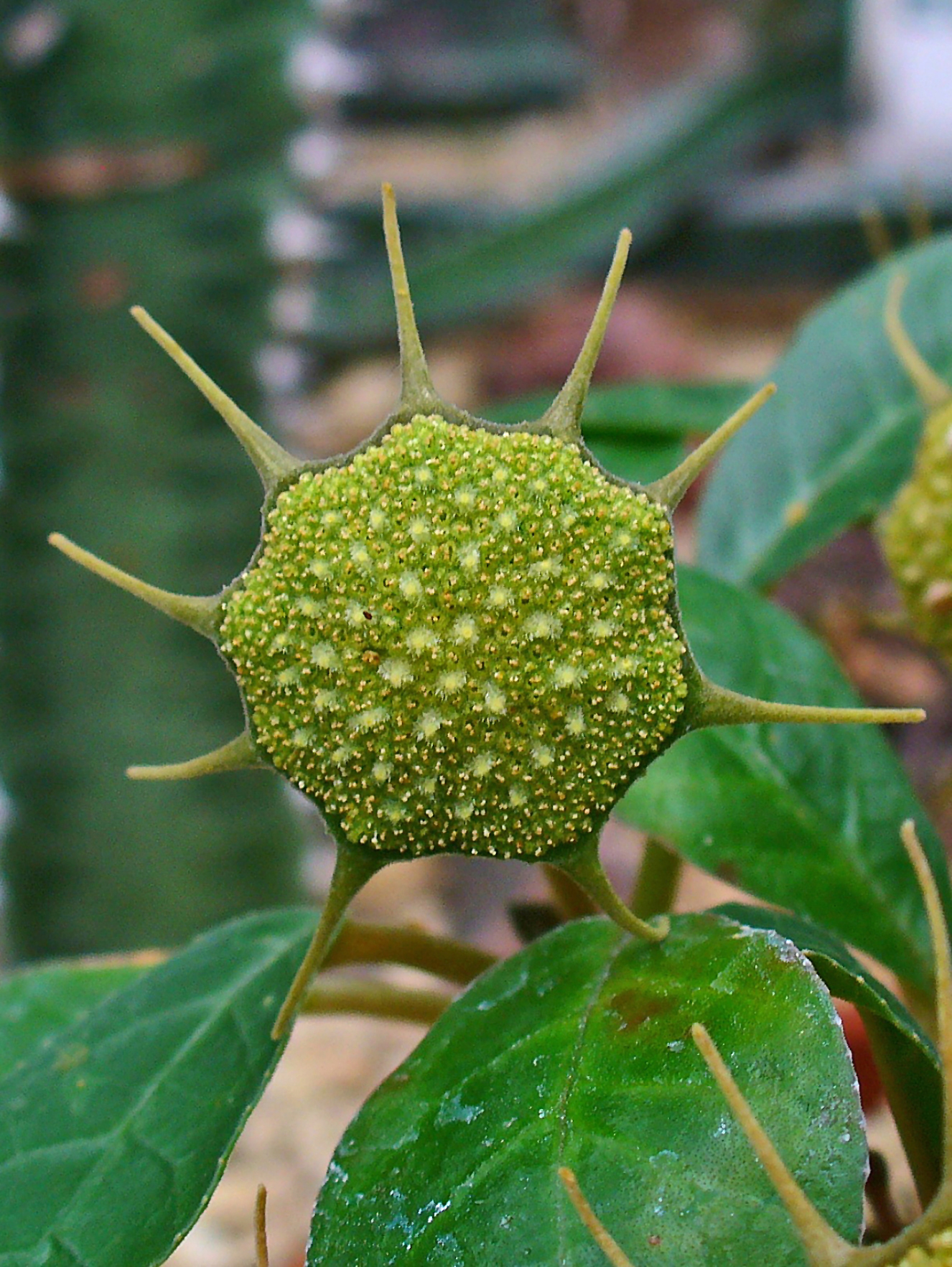
Květenství Dorstenia foetida
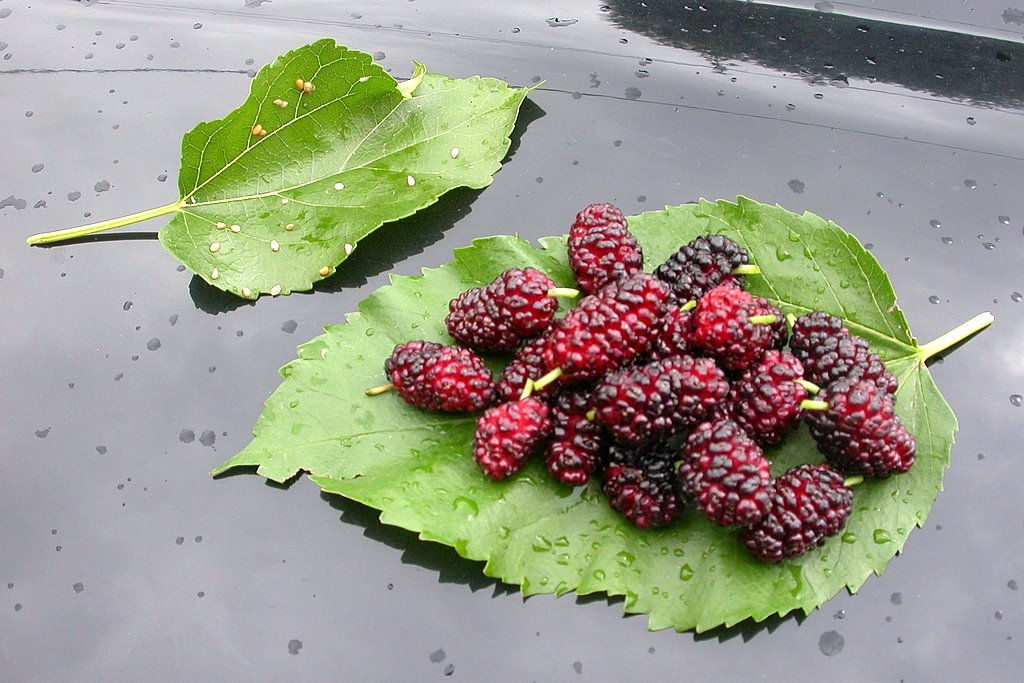
Plody morušovníku bílého (Morus alba)
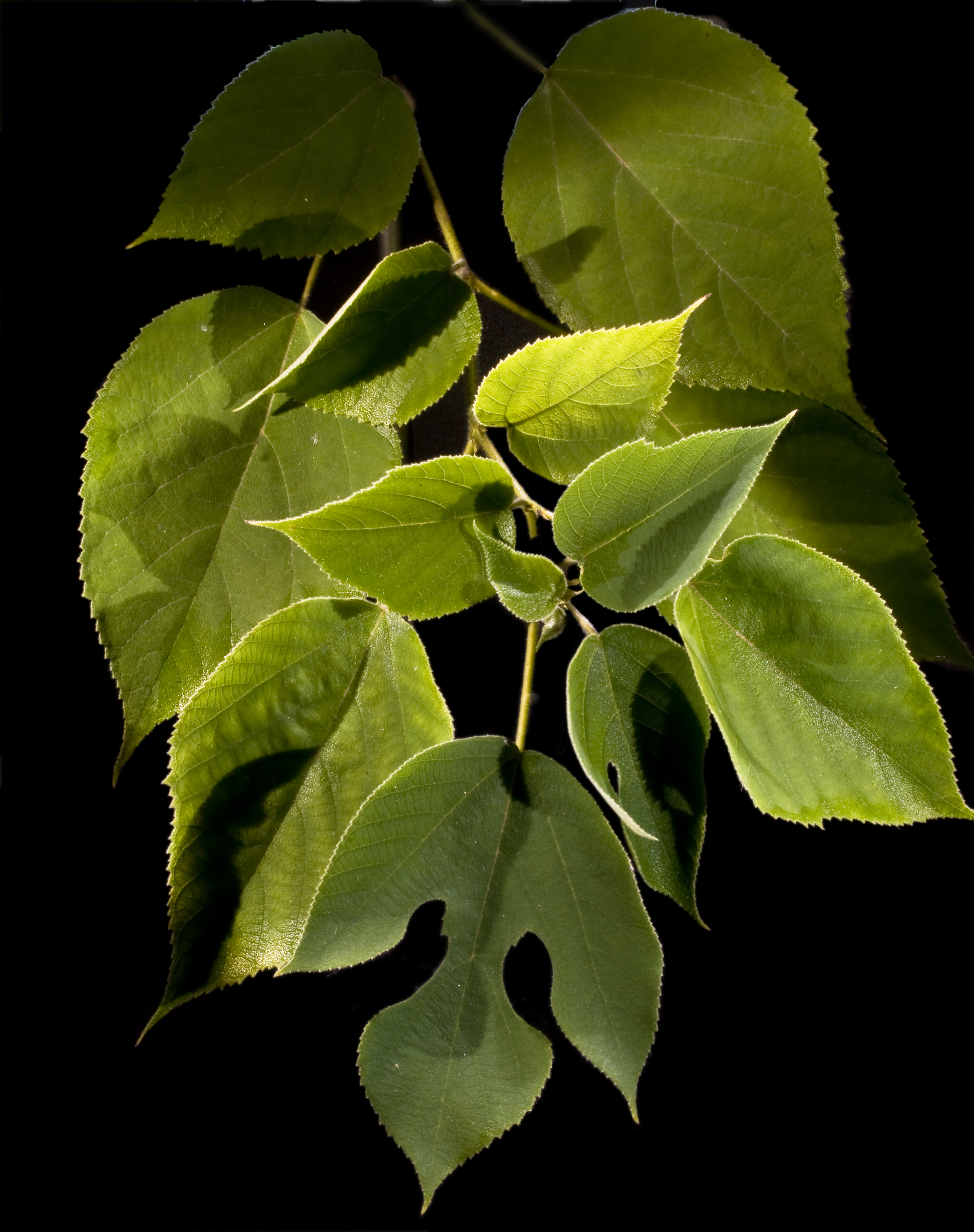
Papírovník čínský (Broussonetia papyrifera)
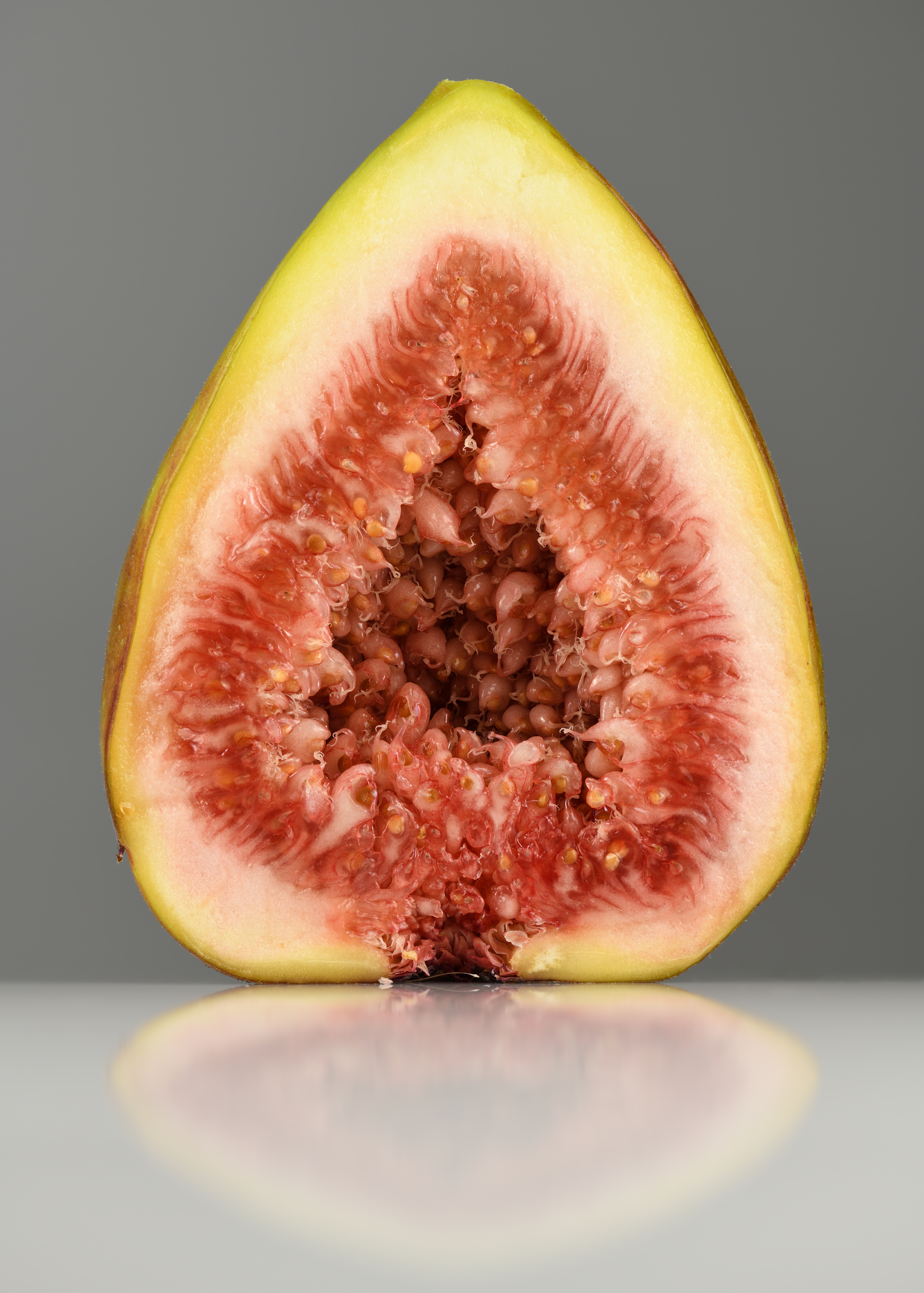
Plod fíkovníku smokvoně (Ficus carica)
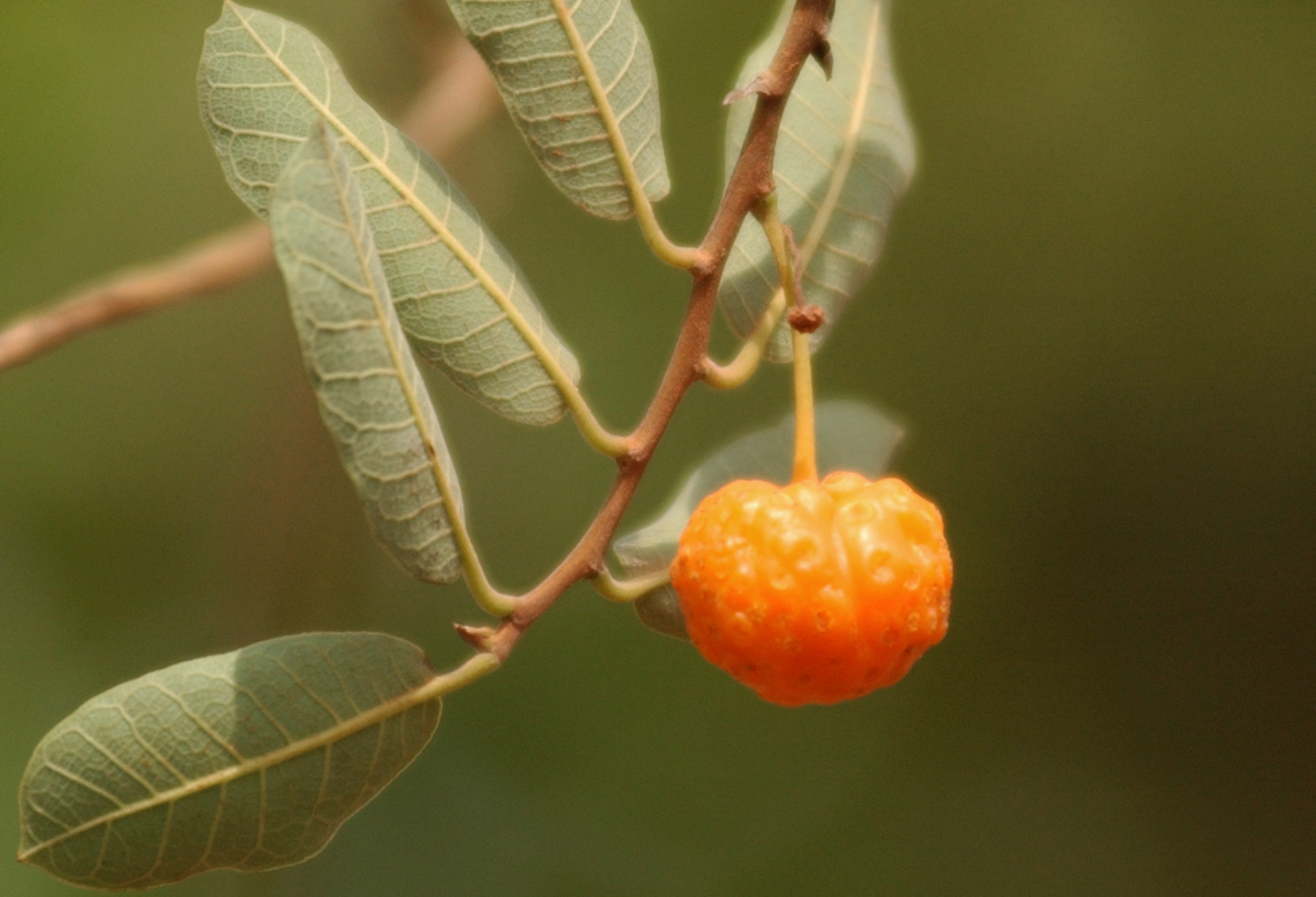
Brosimum gaudichaudii
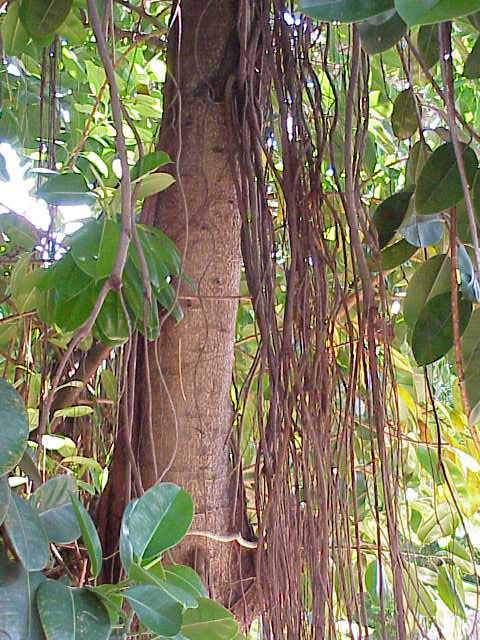
Fíkovník pryžodárný (Ficus elastica)

## Zajímavosti
Plody džekfrutu (Artocarpus heterophyllus) jsou největším ovocem, mohou vážit až 25 kg, jsou 30 až 100 cm dlouhé a až 50 cm široké. Vyrůstají přímo z kmene a tlustých větví stromu.

## Seznam rodů
Allaeanthus,
Antiaris,
Antiaropsis,
Artocarpus,
Bagassa,
Batocarpus,
Bleekrodea,
Bosqueiopsis,
Brosimum,
Broussonetia,
Calaunia,
Castilla,
Clarisia,
Dorstenia,
Fatoua,
Ficus,
Helianthostylis,
Helicostylis,
Hijmania,
Maclura (vč. Cudrania),
Maillardia,
Maquira,
Mesogyne,
Milicia,
Morus,
Naucleopsis,
Parartocarpus,
Perebea,
Poulsenia,
Prainea,
Pseudolmedia,
Scyphosyce,
Sorocea,
Sparattosyce,
Streblus,
Treculia,
Trilepisium,
Trophis,
Trymatococcus,
Utsetela